# Ruscova
Ruscova é uma comuna romena localizada no distrito de Maramureș, na região histórica da Transilvânia. A comuna possui uma área de 40.99 km² e sua população era de 5190 habitantes segundo o censo de 2007.